# Коробово (Относовское сельское поселение)
Коробово — деревня в Вяземском районе Смоленской области России. Входит в состав Относовского сельского поселения. Население — 24 жителя (2007 год). 
Расположена в восточной части области в 14 км к западу от Вязьмы, в 0,5 км южнее автодороги М1 «Беларусь». В 5 км юго-западнее деревни расположена железнодорожная станция Семлёво на линии Москва — Минск. 

## История
В годы Великой Отечественной войны деревня была оккупирована гитлеровскими войсками в октябре 1941 года, освобождена в марте 1943 года. 